# Агапит (Борзаковский)
Епископ Агапит (в миру Александр Корнилович Борзаковский; 1860, село Остапка, Миргородский уезд, Полтавская губерния — 8 ноября 1937) — епископ Русской православной церкви, архиепископ Новоторжский, викарий Калининской епархии.

## Биография
Окончил медицинский факультет Московского университета. Работал врачом в Муромском уезде Владимирской губернии в течение 25 лет.
С 1909 года состоял в числе братии Яблочинского Свято-Онуфриева монастыря в Седлецкой губернии (до 1917 года), где и рукоположён во иеромонаха.
В 1914—1917 годах — военный священник на Северном фронте близ Риги.
В 1918 году назначен настоятелем Одринского Николаевского монастыря Орловской епархии.
12 декабря 1921 года хиротонисан во епископа Карачевского, викария Орловской епархии.
Одновременно назначен временно управляющим Дмитровским викариатством Московской епархии.
С 15 ноября 1923 года временно управлял Брянской епархией.
С 25 мая 1924 года — епископ Брянский.
В 1924—1926 годах находился в ссылке в Тверской губернии, с 1927 года жил в Брянске.
Арестован в июле 1929 года «как активный член контрреволюционной церковно-сектантской организации».
21 декабря 1929 года выехал в Орёл.
С 4 июня 1930 года — епископ Стародубский.
5 августа 1930 года арестован в Стародубе. 15 декабря 1930 года осуждён тройкой ОГПУ СССР по Западной области, обвинён «в организации в г. Брянске и в г. Карачеве монашеских ячеек антисоветского характера». Приговорён к 10 годам ИТЛ. Заключение отбывал в Коми АО.
22 ноября 1933 года освобождён. Назначен епископом Новоторжским, викарием Калининской епархии.
В 1934 году возведён в сан архиепископа.
27 августа 1936 года арестован по обвинению в участии «в контрреволюционной группе церковников». Приговорён к 5 годам ссылки в Казахстан.
18 октября 1937 года арестован на станции Щербакты Цюрупинского района Восточно-Казахстанской области, 19 октября 1937 года был произведён обыск без понятых. При обыске ничего не оказалось.
Расстрелян 8 ноября 1937 года в 2 часа ночи.